# ماریو لومیو

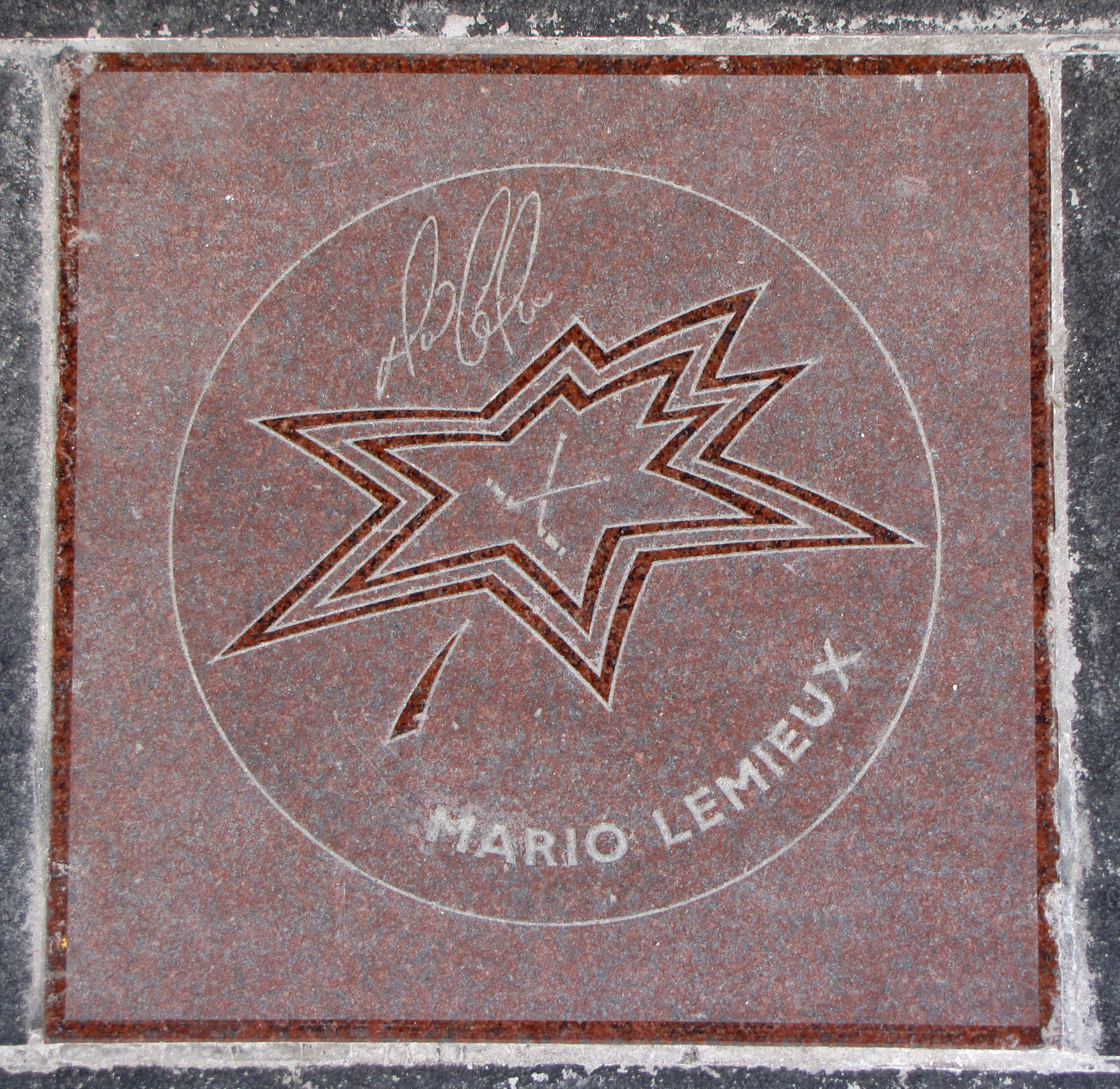
ستاره ماریو لومیو در پیاده‌روی مشاهیر کانادا

ماریو لومیو (انگلیسی: Mario Lemieux؛ زاده ۵ اکتبر ۱۹۶۵) یک ورزشکار اهل کانادا است.